# Carrarese Calcio 1908
Carrarese Calcio 1908 (wł. Carrarese Calcio 1908 S.r.l.) – włoski klub piłkarski, mający siedzibę w mieście Carrara, w środkowej części kraju, grający od sezonu 2024/25 w rozgrywkach Serie B.

## Historia
Chronologia nazw:
- 1908: Società Polisportiva Carrarese
- 1919: Unione Sportiva Carrarese
- 1926: Unione Sportiva Fascista Carrarese
- 1930: Unione Sportiva Carrarese "Pietrino Binelli"
- 1963: Unione Sportiva Carrarese
- 1982: Carrarese Calcio S.p.a.
- 1989: Carrarese Calcio S.r.l.

Klub sportowy SP Carrarese został założony w miejscowości Carrara w 1908 roku. 5 kwietnia 1915 roku odbyło się pierwsze derby pomiędzy S.S. Pro Massa a Polisportiva Carrarese. Początkowo zespół rozgrywał mecze towarzyskie.
Po zakończeniu I wojny światowej w lutym 1919 roku klub wznowił działalność o nazwie US Carrarese. W 1919 klub dołączył do F.I.G.C. i w sezonie 1919/20 debiutował w rozgrywkach Terza Categoria Toscana (D3), awansując do Promozione Toscana (obecnie Serie B). W sezonie 1921/22 w proteście przeciwko obradom Komitetu Regionalnego Toskanii, który dyskwalifikował boisko na ostatni mecz poprzedniego sezonu, klub nie przystąpił do mistrzostw następnego sezonu, ale "wypożyczył" swoich zawodników drużynie "SS Libertas" z Carrary. W sezonie 1922/23 ponownie startował w Terza Divisione Toscana. W 1926 roku awansował do Seconda Divisione Nord, jednak po reorganizacji systemu ligi w 1926 i wprowadzeniu najwyższej klasy, zwanej Divisione Nazionale poziom Seconda Divisione Nord spadł do trzeciego stopnia. W sezonie 1926/27 klub z nazwą US Fascista Carrarese zwyciężył w grupie A Seconda Divisione Nord i awansował do Prima Divisione. W sezonie 1929/30 po podziale najwyższej dywizji na Serie A i Serie B poziom Prima Divisione został zdegradowany do trzeciego stopnia. Po śmierci Pietrino Binellego w dniu 21 grudnia 1930 roku nazwa klubu zmieniła się na US Carrarese "Pietrino Binelli". W 1935 roku po wprowadzeniu Serie C Prima Divisione została czwartym poziomem ligowym. W 1936 klub otrzymał promocję do Serie C, ale po roku został zdegradowany. W 1939 wrócił do Serie C. Jednak wskutek rozpoczęcia działań wojennych na terenie Włoch w czasie II wojny światowej mistrzostwa 1943/44 zostały odwołane. W 1944 startował w wojennych rozgrywkach Campionato Alta Italia, plasując się na czwartej pozycji w grupie Toskanii.
Po zakończeniu II wojny światowej, klub wznowił działalność w 1945 roku i został zakwalifikowany do Serie C. W 1946 roku zespół awansował do Serie B. W 1948 roku w wyniku reorganizacji systemu lig został zdegradowany do Serie C. W 1951 spadł do Promozione (D4). W 1952 po kolejnej reorganizacji systemu lig Promozione został przemianowany na IV Serie, a klub od 1953 do 1955 spędził w Serie C. W 1957 liga zmieniła nazwę na Campionato Interregionale (rozgrywki odbywały się w II grupach - Prima i Seconda Categoria), a w 1959 została nazwana Serie D. W 1960 po przegranych barażach klub spadł z Serie D do Prima Categoria Toscana (D5). W 1962 awansował do Serie D, a w 1963 do Serie C, przyjmując nazwę US Carrarese. W 1968 roku spadł z powrotem do Serie D.  Przed rozpoczęciem sezonu 1978/79 Serie C została podzielona na dwie dywizje: Serie C1 i Serie C2, wskutek czego klub został zakwalifikowany do Serie C2. W 1982 klub zdobył promocję do Serie C1, po czym zmienił nazwę na Carrarese Calcio S.p.a. W 1987 zespół spadł na rok do Serie C2. W 1989 klub przekształcił się w Carrarese Calcio S.r.l. Sezon 1991/92 znów spędził w Serie C2. W 2003 został ponownie zdegradowany do Serie C2, która w 2008 zmieniła nazwę na Lega Pro Seconda Divisione. W 2011 klub awansował do Lega Pro Prima Divisione. Przed rozpoczęciem sezonu 2014/15 wprowadzono reformę systemy lig, wskutek czego trzeci poziom przyjął nazwę Lega Pro, a w 2017 roku Serie C. W sezonie 2019/20 zespół zajął drugie miejsce w grupie A Serie C, ale przegrał półfinał w barażach o awans do Serie B.

## Barwy klubowe, strój
|  |  |

Klub ma barwy niebiesko-żółte. Zawodnicy domowe spotkania zazwyczaj grają w niebieskich koszulkach z żółtym poziomym pasem na piersi, niebieskich spodenkach oraz niebieskich getrach.

## Sukcesy

### Trofea międzynarodowe
Nie uczestniczył w rozgrywkach europejskich (stan na 31-05-2020).

### Trofea krajowe
| \| \| Zdobyte trofea w rozgrywkach Włoch (stan na: 31-08-2020) \| |                                                          |      |                  |
| Rozgrywki                                                         | Osiągnięcie                                              | Razy | Sezon(y)         |
| · Mistrzostwo                                                     | I miejsce                                                | 0    |                  |
| · Mistrzostwo                                                     | II miejsce                                               |      |                  |
| · Mistrzostwo                                                     | III miejsce                                              | 0    |                  |
| · Puchar                                                          | zdobywca                                                 | 0    |                  |
| · Puchar                                                          | finalista                                                | 0    |                  |
| · Puchar                                                          | 1/64 finału                                              | 2    | 2019/20, 2020/21 |
| II liga                                                           | I miejsce                                                | 0    |                  |
| II liga                                                           | II miejsce                                               | 0    |                  |
| II liga                                                           | III miejsce                                              | 0    |                  |
| II liga                                                           | 7.miejsce                                                | 1    | 1927/28 (C)      |
| Włochy                                                            | Zdobyte trofea w rozgrywkach Włoch (stan na: 31-08-2020) |      |                  |

- Terza Divisione/Seconda Divisione/Serie C/Serie C1 (D3):
  - mistrz (3x): 1925/26 (B), 1926/27 (A Nord), 1942/43 (F)
  - wicemistrz (1x): 1948/49 (C)
  - 3.miejsce (2x): 1929/30 (A), 1982/83 (A)

### Inne trofea
- Puchar Serie C w piłce nożnej:
  - zdobywca (1x): 1982/83

## Piłkarze, trenerzy, prezydenci i właściciele klubu

### Prezydenci
...
- 1920–1921:  Dino Fabbricotti

...
- od 2017:  Fabio Oppicelli

## Struktura klubu

### Stadion
Klub piłkarski rozgrywa swoje mecze domowe na Stadio dei Marmi w mieście Carrara o pojemności 10 630 widzów.

### Derby
- US Massese 1919
- USD Castelnuovo
- Empoli FC
- AS Livorno Calcio
- Lucchese 1905
- AC Pisa 1909
- US Pistoiese 1921
- AC Reggiana 1919
- SPAL
- Spezia Calcio
- Viareggio Calcio